# Yigoga kaaba
Yigoga kaaba là một loài bướm đêm trong họ Noctuidae.